# Берёзовая Роща (Ростовская область)
Берёзовая Роща — посёлок в Кагальницком районе Ростовской области.
Входит в состав Кировского сельского поселения.

## География

### Улицы
- ул. Бирюкова,
- ул. Степная,
- ул. Цветочная.

## История
В 1987 г. указом ПВС РСФСР поселку второго отделения совхоза имени Вильямса присвоено наименование Берёзовая Роща.

## Население
| 2010 |
| ---- |
| 404  |